# Kościół w Ardre
Kościół w Ardre – kościół zbudowany w XII wieku, należący do parafii w Ardre, mieszczący się na wyspie Gotlandia, w Szwecji. Jest to jeden z najmniejszych kościołów na Gotlandii.

## Historia
Chór i nawa kościoła powstały w drugiej połowie XII wieku. Wieżę dobudowano w XIII wieku. Również w XIII wieku dokonano pierwszej jego przebudowy. W latach 1900–1902 wnętrze świątyni zostało gruntownie zmienione według planów architekta Axela Herrmana Hägga. To on zaprojektował dominujące wewnątrz malowidła ścienne. Z czasów średniowiecza pozostało kilka witraży, które podczas renowacji uzupełniono. Kolejne restauracje miały miejsce w latach 1973–1975 (zewnątrz) i w 1981 roku (wewnątrz).  
Do najcenniejszych elementów wyposażenia kościoła należą:  
- wapienna chrzcielnica z XIII wieku,
- krzyż triumfalny z połowy XIII wieku,
- ołtarz z początku XIV wieku,
- witraże z XIV wieku,
- drewniana rzeźba Madonny z XVI wieku,
- witraże wykonane przez Wilhelma Petterssona w 1901 roku,
- organy z 1902 roku,
- ławki i rzeźbione anioły z drewna dębowego, wykonane w 1902 roku przez Axela Herrmana Hägga.

Podczas renowacji kościoła w latach 1900–1902 pod podłogą znaleziono osiem kamiennych obrazów, które najprawdopodobniej zostały umieszczone w trumnie jako ołtarz ofiarny w związku z kultem pogrzebowym. 

## Galeria

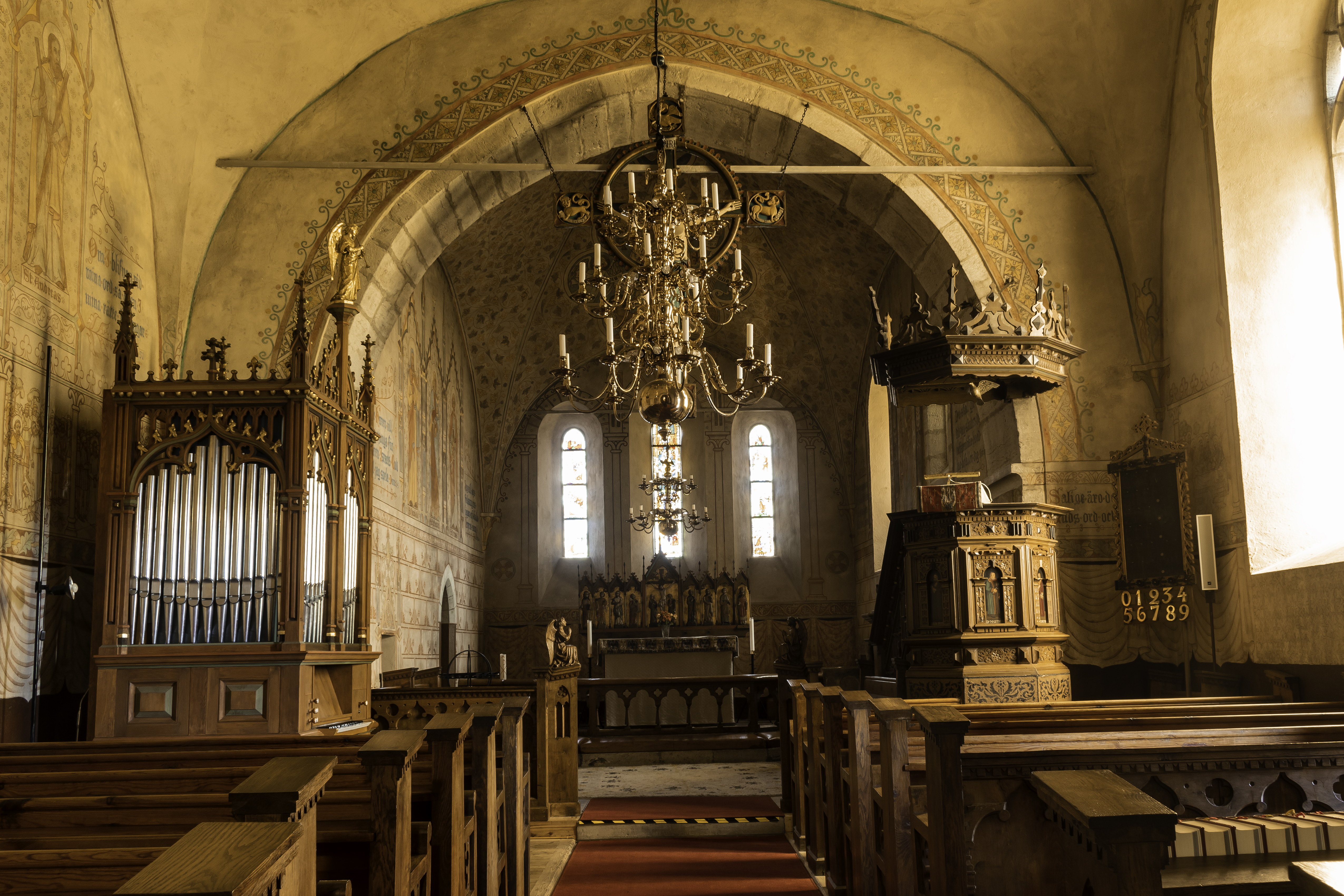
Wnętrze kościoła
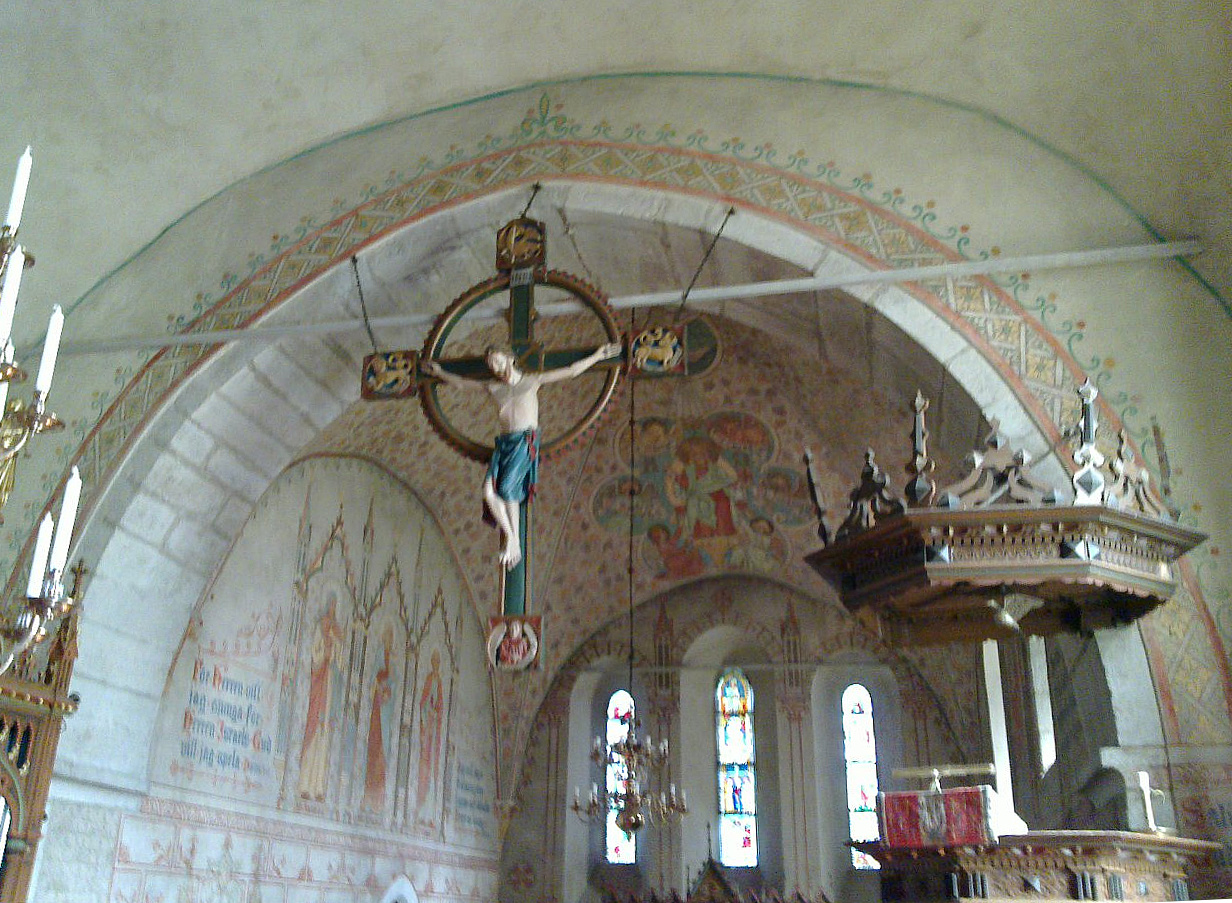
Wnętrze kościoła
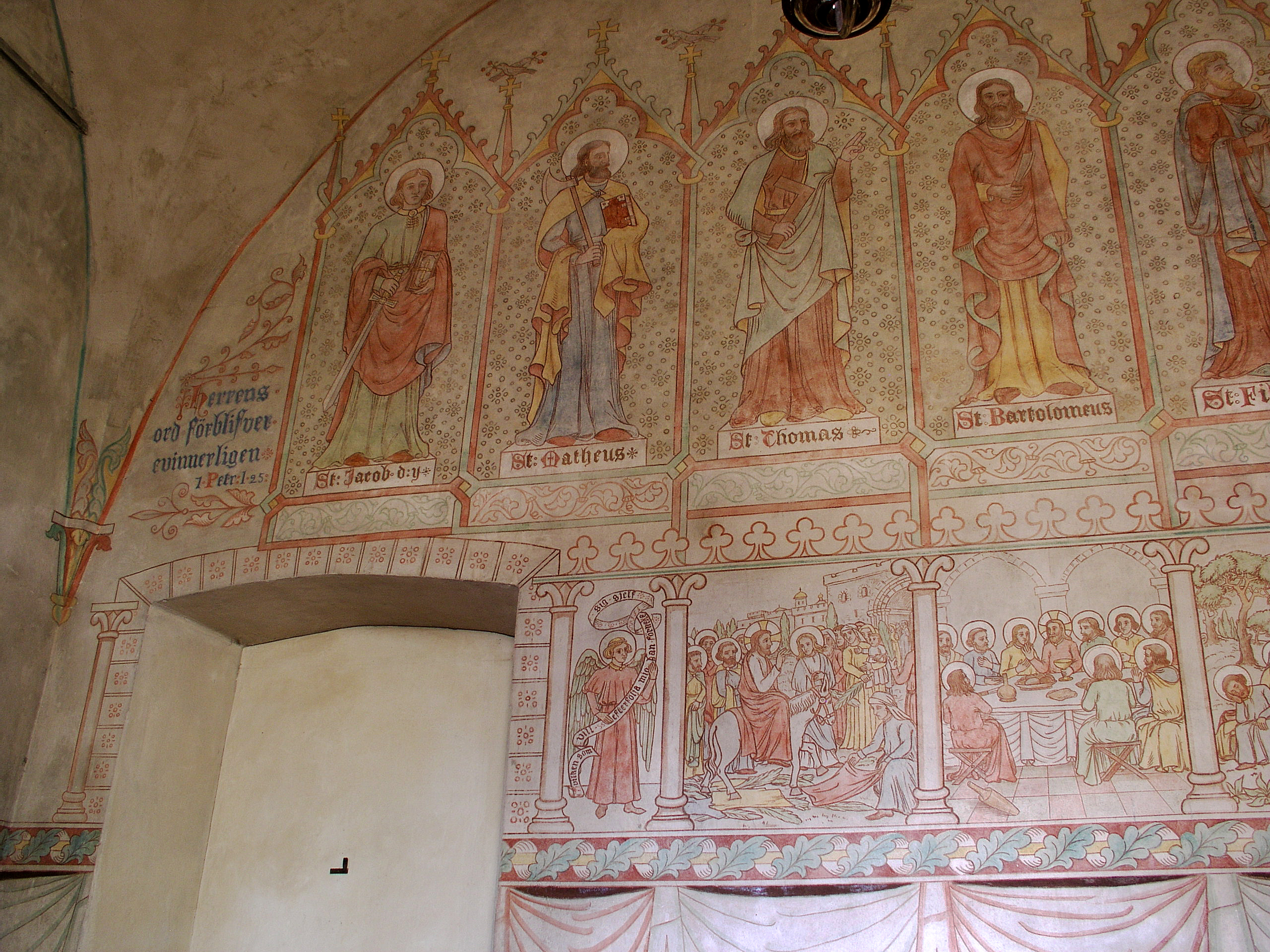
Freski w kościele
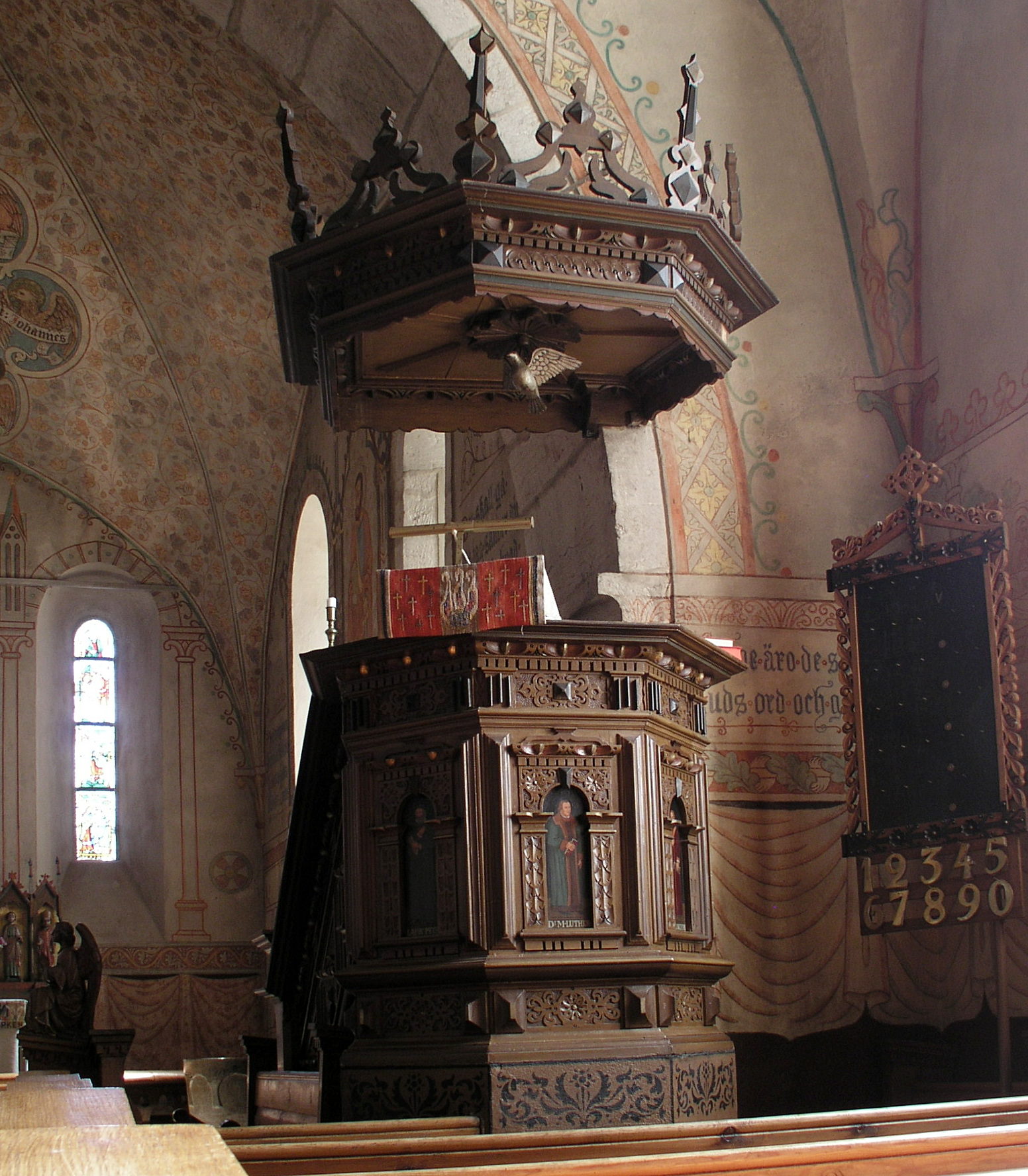
Ambona w kościele